# Antonio Acuña (escultor)
Antonio Acuña fue un escultor español.
Natural de Puerto de Santa María, participó en la Exposición Nacional de Bellas Artes en 1860, con un retrato en alto relieve esculpido en cera.